# Iglesia del Sagrado Corazón (Vistabella)
La iglesia del Sagrado Corazón se encuentra en Vistabella, una entidad local menor de La Secuita (comarca del Tarragonés, provincia de Tarragona). Fue construida en 1923 en estilo modernista, obra del arquitecto Josep Maria Jujol. Pertenece a la Archidiócesis de Tarragona.
Este inmueble está inscrito como Bien cultural de interés nacional.

## Historia y descripción

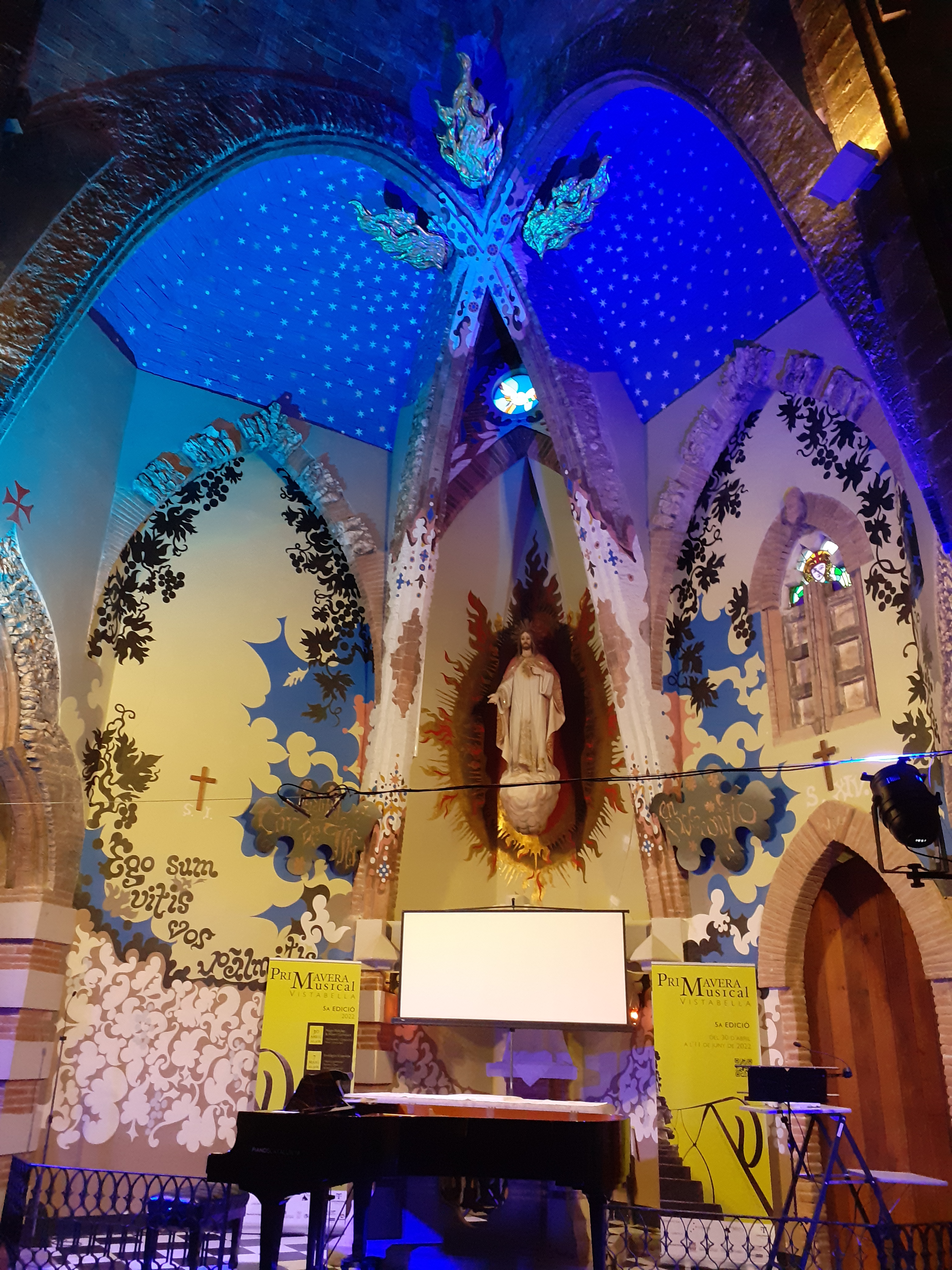
Interior de la iglesia

En 1917 se decidió la construcción de una iglesia para el núcleo de Vistabella, que carecía de templo dedicado al culto. Jujol, autor de varias obras en la provincia de Tarragona —era oriundo de su capital—, entre ellas otra iglesia, la de Montferri, aceptó el encargo, pese a lo reducido de su presupuesto. El templo fue bendecido el 25 de abril de 1923 por el arzobispo Francisco Vidal y Barraquer.
Jujol fue discípulo y ayudante de Antoni Gaudí, con quien colaboró entre 1907 y 1914, época en la que ya mostró una fuerte personalidad y genio creativo. Desarrolló un estilo heterodoxo, en el que mezclaba el misticismo católico con un sentido de la decoración casi surrealista, con gusto por la caligrafía, las imágenes orgánicas —cercanas a la obra de Joan Miró— y la mixtificación de técnicas y materiales, a veces cercano al collage.
En Vistabella elaboró un proyecto de clara reminiscencia gaudiniana, que recuerda el proyecto de la cripta de la Colonia Güell de Gaudí. Es un edificio de pequeñas dimensiones, de planta cuadrada, con una nave, presbiterio, dos capillas, sacristía y baptisterio, con un eje vertebrador en diagonal para aprovechar mejor el espacio, por lo que se colocó la entrada en un vértice del templo. El espacio interior está formado por cuatro pilares de ladrillo que forman sendos arcos parabólicos que sostienen unas bóvedas tabicadas y una cúpula central, rematada por una atalaya piramidal que hace de campanario en el exterior. El presbiterio está decorado con pinturas del propio Jujol, ayudado por el pintor Ramon Ferré. Toda la obra se hizo con piedras del lugar, mientras que las vidrieras se hicieron de alabastro, resultando un templo modesto pero de fuerte originalidad.
Durante la Guerra Civil el templo sufrió un incendio, que oscureció las pinturas. Asimismo, en 1945 un vendaval derribó el campanario y, en 1970, un rayo derribó una parte del edificio. En 1975 las pinturas fueron restauradas por Tecla Jujol, hija del arquitecto, también pintora.